# Rythme (musique)
Pour les articles homonymes, voir Rythme (homonymie).

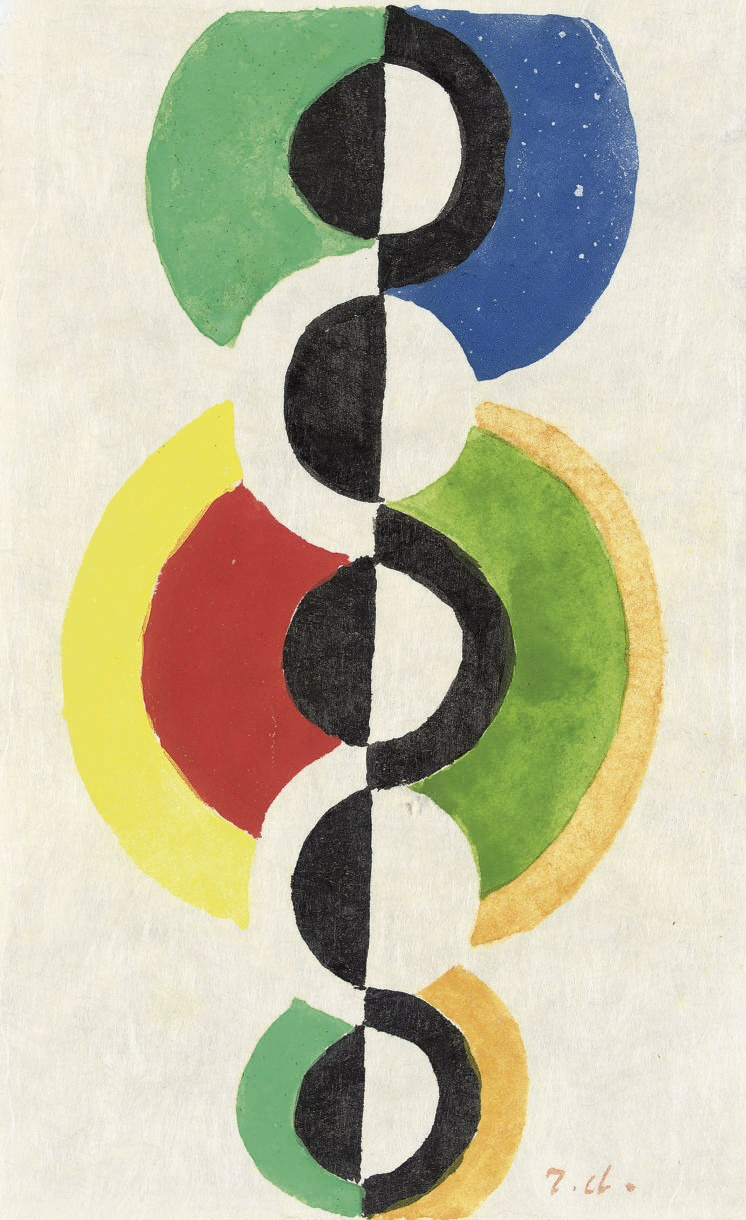
Robert Delaunay a voulu exprimer en peinture la notion de rythmes (1932).

Le rythme en musique est l'organisation dans le temps des événements musicaux. Il comporte tous les éléments qui permettent de repérer une structure temporelle : espacement, durée, accentuation des sons musicaux. La perception d'un rythme musical implique une forme de répétition de la structure.
En musique occidentale, le rythme détermine la durée des notes et le moment où on doit les entendre. Dans la musique classique, une pulsation régulière détermine des temps. Elle permet de mesurer les différentes figures de notes et de silences. Le rythme, la mélodie, le tempo et la nuance sont les quatre principaux éléments de la partition écrite.
Dans les traditions musicales hors de l'Europe, le rythme peut se fonder sur des principes différents et impliquer des différences de hauteur ou de timbre des sons, plutôt que leur simple présence ou absence. L'unité de base du rythme est parfois proche de ce qu'on appelle en théorie de la musique occidentale un motif.

## Théorie occidentale de la musique
« Le rythme musical est le résultat de l'organisation des durées, des timbres ou des accents successifs dans une phrase musicale, que celle-ci soit composée de hauteurs déterminées ou non ; une simple pulsation de durées successives régulières, si elle ne comporte ni accentuation, ni timbres différents, n'est pas encore du rythme ; qu'un seul de ces éléments soit différencié, et il y a rythme ».

Dans la deuxième moitié du XIXe siècle, Adolphe Danhauser, auteur d'une Théorie de la musique qui est restée une référence, définit sommairement le rythme comme « l'ordre plus ou moins symétrique et caractéristique dans lequel se présentent les différentes durées », ajoutant en note 

« le son et la durée sont les principaux éléments de la musique (…) le rythme est à la durée, ce que le dessin, le contour mélodique d'une phrase musicale est au son. Quelquefois même le rythme est plus caractéristique que le contour mélodique ; la simple percussion d'un rythme, abstraction faite du son, peut souvent faire reconnaître un chant, tandis que l'audition d'un contour mélodique, abstraction faite du rythme, ne suffirait que rarement pour faire reconnaître ce même chant. Le rythme est le dessin que les différents sons viennent colorer. »

Cette définition vient après une dizaine de pages sur la mesure, les temps, le chiffrage de la mesure. Le Traité n'abordera pas ses règles, qui « sont du ressort de la composition ».
La rythmique de la musique occidentale s'appuie sur la division de la mesure en un nombre fixé de temps, qui détermine la catégorie de rythme. Quand l'unité de temps est divisible en deux parties égales, il est binaire (marche, gavotte) ; en trois parties égales, il est ternaire (Valse, sicilienne).
Pendant une longue période, la musique occidentale chantée a utilisé un rythme libre calqué le plus souvent sur le rythme du texte chanté, et dont le chant grégorien est l'exemple type. Chanté en latin, la prosodie des voyelles longues et courtes donne au texte un rythme qui n'a besoin d'aucun procédé particulier de notation.
À partir du XIIe siècle se développe la polyphonie, technique musicale propre à la musique occidentale consistant à utiliser simultanément des sons de hauteurs différentes. Le rythme musical a alors nécessité une représentation graphique précise des différentes durées. C'est ainsi que le rythme musical est devenu « rythme à durées proportionnelles », puis, plus précisément, « rythme métrique »[réf. nécessaire], c'est-à-dire, « rythme mesuré ».
Lorsque les durées qui composent un rythme sont sans aucun rapport entre elles, on dit qu'on a affaire à un rythme libre. Si au contraire, ces durées sont liées par un rapport de proportion permettant de quantifier les valeurs musicales — par exemple, une durée vaut le triple d'une autre, ou encore, la moitié d'une troisième, etc. — on dit qu'on a affaire à un rythme à durées proportionnelles.[réf. nécessaire]

### Position du rythme dans la théorie musicale
Les musiques populaires et en premier lieu le jazz américain ont marqué la théorie musicale et la composition de musique savante en Europe et aux États-Unis à partir du XIXe siècle. Elliott Carter, György Ligeti, Olivier Messiaen, Conlon Nancarrow, Maurice Ohana, Igor Stravinsky « sont certainement parmi les compositeurs du XXe siècle qui ont poussé le plus loin la réflexion sur le rythme ».
Pour Olivier Messiaen, auteur d'un Traité de rythme, de couleur, et d'ornithologie, « Le rythme est la partie primordiale et peut-être essentielle de la musique ».
Gustav Becking (de) s'est attaché à classer les compositeurs de la tradition européenne suivant le type de mouvement rythmique qu'ils emploient.

## Musiques actuelles, populaires et musiques du monde
Darius Milhaud, exposé en 1917-1918 à la musique populaire brésilienne, s'intéressa de près à ses rythmes. « Il y avait dans la syncope une imperceptible suspension, une respiration nonchalante, un léger arrêt qu'il m'était difficile de saisir ». Il constatera la même difficulté rythmique chez ses confrères musiciens.
Pour des chercheurs en ethnomusicologie comme Simha Arom, Gerhard Kubik (en), John Chernoff et autres, c'est que les principes rythmiques musicaux peuvent être radicalement différents de l'arrangement européen de la musique autour d'une pulsation. Arom analyse des productions polyrythmiques, Chernoff et Kubik font dériver la formation du rythme de la notion de réponse musicale. Kofi Agawu (en), constatant l'association constante de l'Afrique et du rythme dans les descriptions depuis à Ibn Butlan au XIe siècle, met en garde contre la généralisation au continent. Il reprend de Kubik la notion de la construction de la musique sur des motifs rythmiques répétés, dont le clave donne un exemple afro-sud-américain, en relation avec la danse. L'organisation de la performance musicale dans divers pays d'Afrique a mis en évidence les insuffisances de la notation rythmique européenne, même pour les musiques populaires européennes. Les musicologues ne trouvent pas une mesure unique, et hésitent à en faire coexister dans la polyrythmie ou en accepter la mobilité dans une polymétrie, notions qui ne sont pas tout à fait inconnues du langage musical européen.
La musique indienne possède une tradition érudite dont les cycles rythmiques Tâla sont un élément essentiel. 
Le compositeur et ethnomusicologue Mieczyslaw Kolinski (de) a publié en 1973 une typologie des principes rythmiques des musiques du monde. Il distingue des grandes catégories. Un rythme musical peut ainsi être isométrique, s'il se développe sur des unités d'égale longueur, ou hétérométrique dans le cas contraire ; si l'accent coïncide avec cette structure, il est cométrique, s'il la contredit, il est contramétrique.
En musique actuelle ou en jazz, le rythme est considéré comme une mélodie de sons percussifs régie par une pulsation se constituant en un cycle récurrent. Il en résulte des cycles mélodiques et rythmiques appelés tout simplement rythmes, souvent issues et inspirés des musiques du monde.[réf. nécessaire]
En musique du monde, chaque rythme est considéré comme une entité culturelle identifiable par sa mélodie et son cycle.[réf. nécessaire]